# Microvoluta
Microvoluta là một chi very ốc biển nhỏ, là động vật thân mềm chân bụng sống ở biển trong họ Volutomitridae.

## Các loài
Các loài thuộc chi Microvoluta bao gồm:
- Microvoluta australis Angas, 1877
- Microvoluta blakeana  (Dall, 1889)
- Microvoluta cuvierensis Finlay, H.J., 1930
- Microvoluta intermedia (Dall, 1889)
- Microvoluta joloensis
- Microvoluta marginata (Hutton, 1885)
- Microvoluta miranda (E. A. Smith, 1891)
- Microvoluta royana Iredale, 1924

Danh sách này không đầy đủ, bạn cũng có thể giúp mở rộng danh sách.